# Донжон
Донжонът е главната кула на замък, крепост или манастир, служеща за последната защитна позиция, в която може да се оттеглят защитниците на съответната сградна инфраструктура.
Това е най-здравата, а понякога – и единствената кула в замъка. В мирно време донжонът най-често се използва като затвор.